# Atherigona chirinda
Atherigona chirinda este o specie de muște din genul Atherigona, familia Muscidae, descrisă de Dike în anul 1987.
Este endemică în Zimbabwe. Conform Catalogue of Life specia Atherigona chirinda nu are subspecii cunoscute.